# Бусеназ Чакироглу
Бусеназ Чакироглу (тур. Buse Naz Çakıroğlu; нар. 26 травня 1996, Трабзон, Туреччина) — турецька боксерка, дворазова срібна призерка Олімпійських ігор 2020 та 2024 років, чемпіонка Європи.

## Любительська кар'єра
Чемпіонат світу 2016
- 1/16 фіналу:Програла Стойці Крастевій (Туреччина) — 0-3

Чемпіонат світу 2018
- 1/16 фіналу:Програла Тсукімі Намікі (Японія) — 3-2

Чемпіонат світу 2019
- 1/8 фіналу:Перемогла Ануш Грігорян (Вірменія) — 5-0
- 1/4 фіналу:Перемогла Кай Чонгуй (Китай) — 3-2
- 1/2 фіналу:Перемогла Мері Ком (Індія) — 4-1
- Фінал:Програла Лілії Аєтбаєвій (Росія) — 1-4

Олімпійські ігри 2020
- 1/8 фіналу:Перемогла Турсиной Рахімову (Узбекистан) — 3-2
- 1/4 фіналу:Перемогла Ютамас Їтпонг (Таїланд) — 5-0
- 1/2 фіналу:Перемогла Хуан Сяовень (Китайський Тайбей) — 5-0
- Фінал:Програла Стойці Крастевій (Туреччина) — 0-5

Чемпіонат світу 2022
- 1/16 фіналу:Перемогла Балсанжин Монгонсаран (Монголія) — 5-0
- 1/8 фіналу:Перемогла Румаїсу Буалам (Алжир) — 5-0
- 1/4 фіналу:Перемогла Айру Вілегас (Філіппіни) — 5-0
- 1/2 фіналу:Перемогла Лауру Фуертес Фернандес (Іспанія) — 4-0
- Фінал:Перемогла Інгріт Валенсію (Колумбія) — 5-0

Європейські ігри 2023
- 1/8 фіналу:Перемогла Ануш Грігорян (Вірменія) — 5-0
- 1/4 фіналу:Перемогла Наталію Рок (Польща) — 5-0
- 1/2 фіналу:Перемогла Джорданну Соррентіно (Італія) — 5-0
- Фінал:Перемогла Вассілу Лхадірі (Франція) — 5-0

Олімпійські ігри 2024
- 1/8 фіналу:Перемогла Фатіму Еррера (Мексика) — 5-0
- 1/4 фіналу:Перемогла Піхлу Кайво-Оджа (Фінляндія) — 5-0
- 1/2 фіналу:Перемогла Айру Вілегас (Філіппіни) — 4-1
- Фінал:Програла Ву Ю (Китай) — 1-4